# Icosteus aenigmaticus
Icosteus aenigmaticus Lockington, 1880 è un pesce d'acqua salata, unico rappresentante del genere Icosteus, della famiglia Icosteidae e del sottordine Icosteoidei.

## Distribuzione e habitat
Questa specie è diffusa nell'area settentrionale del Pacifico boreale, dal Giappone alla California. Gli esemplari giovani vivono vicini alla superficie, gli adulti prediligono i fondali.

## Descrizione

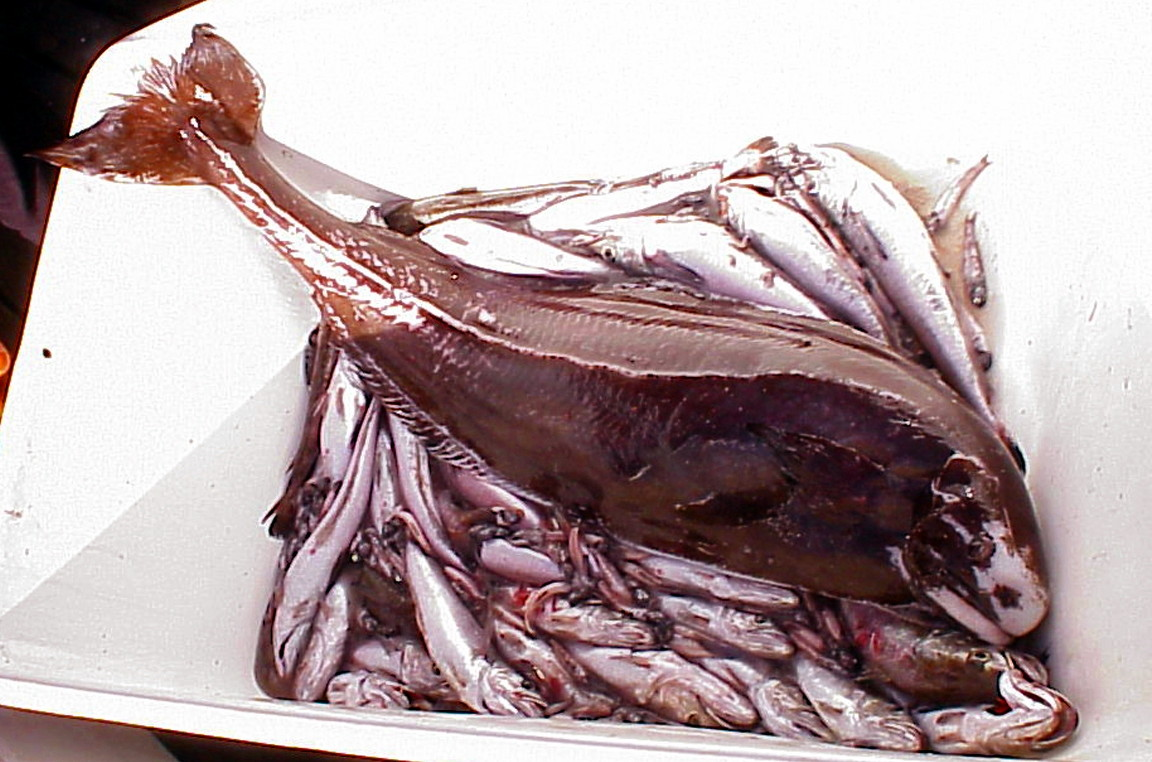
Un adulto pescato in Alaska

Adulti e giovani hanno un aspetto così diverso tanto da essere scambiati, in passato, per due specie diverse, e così descritte.  

I giovani presentano un corpo allungato e robusto, compresso ai fianchi, con testa piccola e profilo dorsale e ventrale prominenti e convessi. Le pinne sono robuste e arrotondate, la pinna dorsale e quella anale sono alte e ampie, le pinne ventrali sono piccole; la livrea giovanile ha fondo rosa-marroncino con piccole screziature nere semitrasparenti su dorso, testa e radice della pinna anale. Gli adulti sono più snelli, molto compressi ai fianchi, con corpo più allungato e profili più orizzontali, come una punta di lancia. Le pinne sono piccole, dorsale e anale sono sottili e basse. Il peduncolo caudale è più allungato, la pinna caudale a mezzaluna. Assenti le pinne ventrali e le scaglie. La livrea prevede un fondo rosato, più o meno scuro, con chiazze e aree color ruggine-bruno. 

Raggiunge una lunghezza massima di 213 cm. 

## Riproduzione
Si riproduce in inverno e in estate, deponendo fino a 430.000 piccole uova giallo-arancio.

## Predatori
È preda abituale dei capodogli.

## Alimentazione
I. aenigmaticus si nutre di pesci, meduse, molluschi (polpi e calamari).